# Сазоновка
Сазо́новка (рос. Сазоновка, башк. Сазоновка) — присілок у складі Бакалинського району Башкортостану, Росія. Входить до складу Староматинської сільської ради.
Населення — 12 осіб (2010; 17 у 2002).
Національний склад:
- кряшени — 76 %